# Кэнонгейт

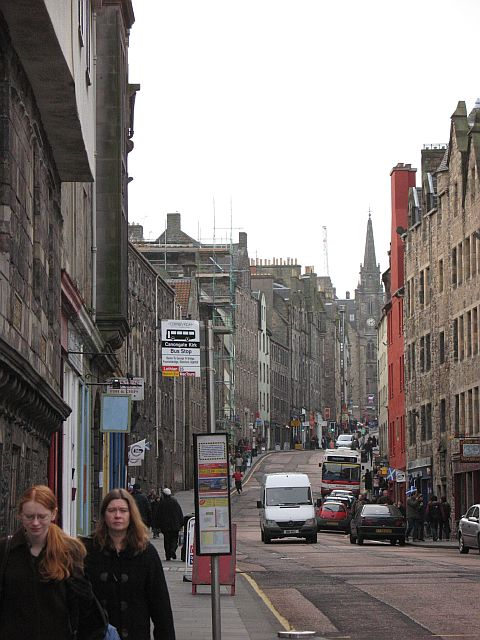
Вид вверх по Кэнонгейт

Кэнонгейт (англ. Canongate) — небольшой район Старого города Эдинбурга (Шотландия), названный по одноимённой улице, которая является нижней частью Королевской Мили близ Холирудского дворца.
Название Кэнонгейт происходит от каноников (англ. canon) Холирудского аббатства и обозначает буквально «дорога каноников» (от скотс gait «дорога»).

## История

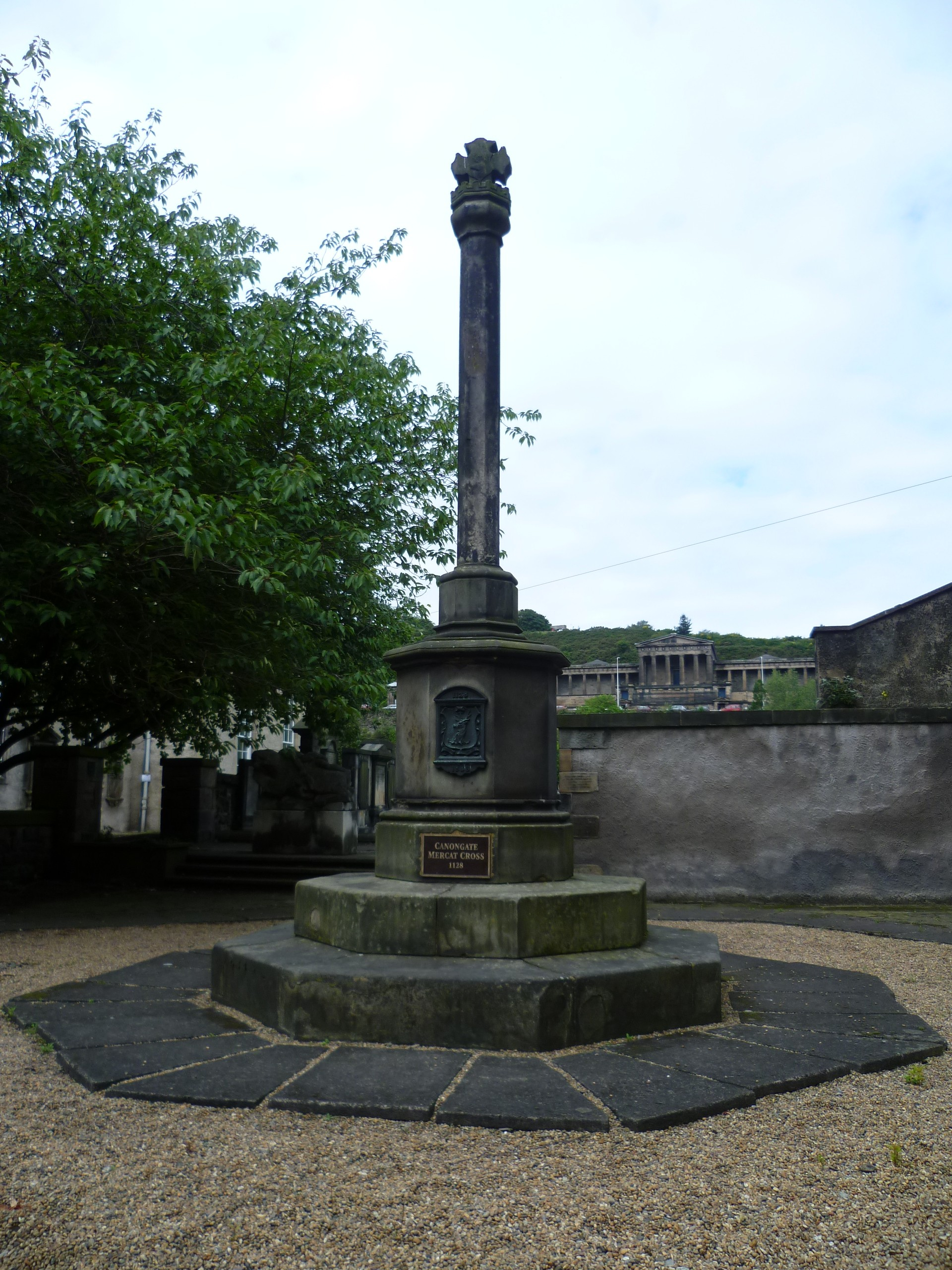
Бывший меркат-кросс Кэнонгейта

Своему возникновению Кэнонгейт обязан основанию Холирудского аббатства в 1128 году. Король Давид I, основавший аббатство, отдал прилегающие территории монахам Августинского ордена и присвоил ей статус вольного города. Территории, ранее принадлежавшие Кэнонгейту, сегодня охватывают районы Broughton, Pleasance и часть Лейта, через который Кэнонгейт имел выход к морю.
В XIV веке рядом с аббатством была построена королевская резиденция — Холирудский дворец. Вольный город враждовал с соседом Эдинбургом из-за споров о границах Кэннгейта вплоть до объединения в 1856 году.
Кэнонгейт начал терять былую власть с объединением Англии и Шотландии первым общим монархом в 1603 году и последующим переездом королевского двора в Лондон. Образование единого государства в 1707 году привело Кэнонгейт в еще больший упадок. Отток влиятельных людей из района Кэнонгейта был также вызван расширением Эдинбурга за счёт Нового города. В период Просвещения в Кэнонгейте был основан Кэнонгейтский театр, где собирались Давид Юм, лорд Монбоддо и другие интеллектуалы того времени. Цикл произведений Вальтера Скотта «Кэнонгейтские хроники» был назван по одноименному району.
В районе Кэнонгейта много раз пытались улучшить качество жизни и избавится от трущоб. В 1950-х—1960-х годах произошло «оздоровление» Кэнонгейта. Были заново отстроены жилые дома, некоторые из них повторяли здания прошлых веков.
Из-за перепланировки ранее переполненный, состоящий прежде всего из бедных слоев населения район подвергся сильной депопуляции. В 1980-х Кэнонгейт стал менее индустриальным, многие пивоварни были закрыты. На месте фабрик в 1990—2000-х были построены жилые дома и офисы, за счёт чего население снова возросло. С открытием нового здания Шотландского парламента в 2004 году Кэнонгейт снова стал центром политической жизни Шотландии.

## Настоящее время

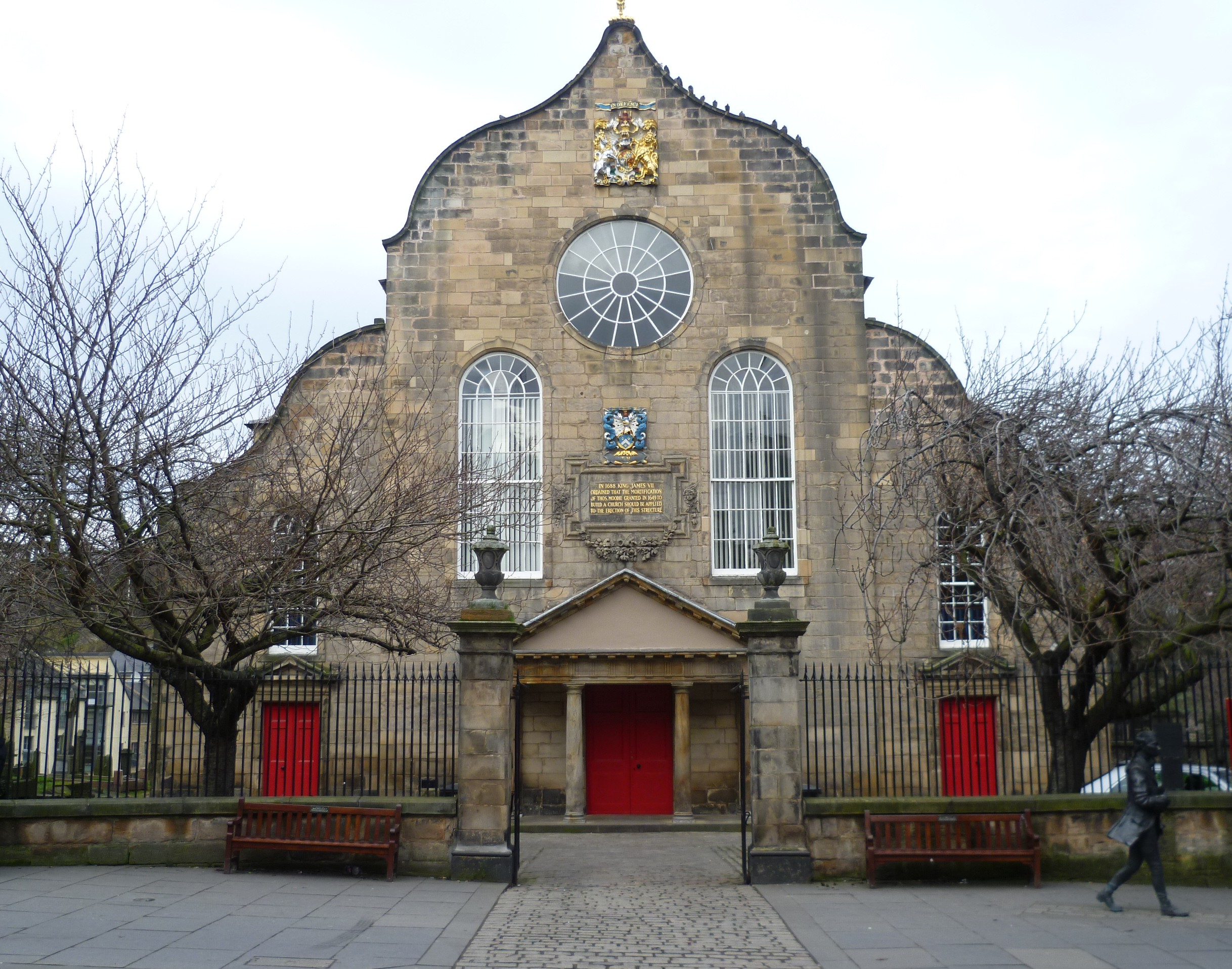
Кэнонгейтская церковь

Сегодня улица Кэнонгейт является завершающим отрезком Королевской Мили. На ней находятся Royal Mile Primary School — начальная школа для детей 5-11 лет. В школе также расположился детский сад для детей 3-5 лет. На Кэнонгейт находится Морэй Хаус — педагогический факультет Эдинбургского университета. На территориях, ранее относившихся к вольнму городу, расположены несколько университетских зданий, включая Центр физкультуры и спорта.
Бывшая тюрьма и суд, Кэнонгейт Толбут, ныне заключает в себе Музей народной истории. Чуть поодаль находится Музей Эдинбурга. Напротив него расположилась Кэнонгейтская церковь, построенная в необычном для зданий Церкви Шотландии нидерландском колониальном стиле. На церковном кладбище находятся могилы многих известных шотландцев, в том числе Адама Смита, Давида Риччо и поэта Роберта Фергюссона.
Бывший меркат-кросс Кэнонгейта находится с правой стороны от входа в Кэнонгейтскую церковь. Ранее он стоял на дороге, но был перенесен в сторону, чтобы не затруднять дорожное движение. Второй меркат-кросс ранее стоял на пересечении улицы с St. John’s Street. Бывшее месторасположение обозначено мальтийским крестом на проезжей части. Эта часть Кэнонгейта ранее имела собственные торговые правила и привилегии.